# Metoda Kleina
Metoda Kleina – metoda prognozowania na podstawie szeregów czasowych. Pozwala na konstrukcję modelu uwzględniającego tendencję rozwojową oraz wahania okresowe.
Postać modelu Kleina:
{\displaystyle y_{t}=f(t)+\sum \limits _{i=1}^{r-1}\alpha _{i}Q_{i}+\xi _{t},}
gdzie:
{\displaystyle f(t)} – funkcja trendu,
{\displaystyle Q_{i}} – {\displaystyle i}-ta zmienna zero-jedynkowa przyjmująca wartość jeden dla fazy o numerze {\displaystyle i} oraz zero dla pozostałych faz cyklu,
{\displaystyle r} – liczba faz cyklu.
W sumie występuje o jeden składnik mniej, gdyż zakładamy, że funkcja trendu zawiera wyraz wolny {\displaystyle \beta _{0}.} Przy {\displaystyle r} składnikach sumy dodanie stałej do {\displaystyle \beta _{0}} i odjęcie jej od {\displaystyle \alpha _{i},i=1\dots r} nie zmieniałoby wartości {\displaystyle y_{t},} jeden parametr jest więc nadmiarowy.
W szczególności dla liniowej funkcji trendu {\displaystyle f(t)=t\beta +\beta _{0}} model przyjmuje postać:
{\displaystyle y_{t}=t\beta +\beta _{0}+\alpha _{1}Q_{1}+\alpha _{2}Q_{2}+\dots +\alpha _{r-1}Q_{r-1}+\xi _{t}.}
Jak widać, współczynnik {\displaystyle \beta _{0}} wchodzi do sumy dla każdego {\displaystyle t,} natomiast {\displaystyle \alpha _{i}} tylko dla {\displaystyle t=i+kr,k=0,1,\dots .}
Można zmienić bazę współczynników za pomocą przekształcenia:
{\displaystyle \alpha '_{0}=\beta _{0},}
{\displaystyle \alpha '_{i}=\beta _{0}+\alpha _{i},i=1\dots r-1.}
Otrzymamy wtedy bardziej elegancką postać modelu:
{\displaystyle y_{t}=t\beta +\alpha '_{0}Q_{0}+\alpha '_{1}Q_{1}+\alpha '_{2}Q_{2}+\dots +\alpha '_{r-1}Q_{r-1}+\xi _{t},}
czyli:
{\displaystyle y_{t}=t\beta +\alpha '_{t\ mod\ r}+\xi _{t}.}
Parametry modelu są zwykle estymowane metodą najmniejszych kwadratów (choć możliwe jest też zastosowanie innej metody regresji liniowej, np. regresji medianowej). Estymatory parametrów są wtedy powiązane zależnością:
{\displaystyle {\hat {\alpha '_{i}}}={\overline {y_{i}}}-{\hat {\beta }}{\overline {t_{i}}},}
gdzie:
{\displaystyle {\hat {\alpha '_{i}}}} – estymator parametru {\displaystyle \alpha '_{i},}
{\displaystyle {\hat {\beta }}} – estymator parametru {\displaystyle \beta ,}
{\displaystyle {\overline {y_{i}}}} – średnia wartość zmiennej prognozowanej w {\displaystyle i}-tej fazie cyklu,
{\displaystyle {\overline {t_{i}}}} – średnia wartość zmiennej czasowej w {\displaystyle i}-tej fazie cyklu.